# Pınarlıbelen, Bodrum
Pınarlıbelen là một xã thuộc huyện Bodrum, tỉnh Muğla, Thổ Nhĩ Kỳ. Dân số thời điểm năm 2011 là 966 người.